# Drumheller
Drumheller  /drʌmˈhɛlər/ es una ciudad en el río Red Deer en las badlands de centro-este de Alberta, Canadá. Se encuentra a 110 km noreste de Calgary, y 97 km sur de Stettler. La parte Drumheller del valle del río Red Deer, a menudo conocida como Valle de los Dinosaurios, tiene un ancho aproximado de 2 km y una longitud aproximada de 28 km.

## Historia
La ciudad de Drumheller lleva el nombre de Samuel Drumheller, quien, después de comprar la granja de Thomas Patrick Greentree, la hizo inspeccionar en el lugar original de Drumheller y puso lotes en el mercado en 1911. También en 1911, Samuel Drumheller comenzó las operaciones de extracción de carbón cerca de la ciudad.
Drumheller consiguió una estación de tren en 1912. Luego se incorporó como aldea el 15 de mayo de 1913, ciudad el 2 de marzo de 1916 y ciudad el 3 de abril de 1930 Durante un período de 15 años, la población de Drumheller aumentó un 857 % de 312 en 1916 a 2.987 en 1931 poco después de convertirse en ciudad.
Drumheller prosperó hasta el final de la Segunda Guerra Mundial, cuando el carbón perdió la mayor parte de su valor.
La ciudad de Drumheller se fusionó con el Distrito Municipal (MD) de Badlands No. 7 el 1 de enero de 1998 para formar la actual Ciudad de Drumheller. Algunas de las razones por las que los dos municipios se fusionaron incluyeron que el MD de Badlands No. 7 tenía más en común con Drumheller que otros municipios rurales circundantes y ambos estaban experimentando problemas similares de planificación y desarrollo debido a su ubicación dentro del valle del río Red Deer. La municipalidad fusionada optó por el estatus de ciudad en lugar del estatus de ciudad, por lo que las carreteras dentro seguirían siendo responsabilidad de la provincia de Alberta. Como resultado de la fusión, Drumheller se convirtió en la ciudad más grande de Alberta en términos de superficie terrestre con 107,93 km².
La fusión de 1998 dio como resultado que Drumheller absorbiera seis aldeas que anteriormente estaban bajo la jurisdicción del director general de Badlands No. 7: Cambria, East Coulee, Lehigh, Nacmine, Rosedale y Wayne. Drumheller también absorbió previamente las aldeas de Bankview, Midlandvale (Midland), Newcastle y North Drumheller durante las anexiones mientras estaba bajo el estatus de ciudad. Bankview y Midland se anexaron en 1964 y 1972 respectivamente, mientras que Newcastle y North Drumheller se anexaron en 1967. Otras localidades dentro de Drumheller, ya sea absorbidas a través de anexiones pasadas o su eventual fusión con el MD de Badlands No. 7, incluyen Aerial, Eladesor, Kneehill, Rosedale Station, Western Monarch (Atlas) y Willow Creek.
En total, Drumheller ha absorbido al menos otras 13 comunidades en su historia, algunas de las cuales ahora se reconocen como vecindarios o distritos dentro de la ciudad.

## Demografía
En el censo de población de 2016 realizado por Statistics Canada, la ciudad de Drumheller registró una población de 7,982 que vivía en 3,164 de sus 3,471 viviendas privadas totales, un cambio de −0,6 % con respecto a su población de 8,029 en 2011. Con una superficie de 108,03 km², tenía una densidad de población de 73,9 hab/km² en 2016.
En el censo de 2011, la ciudad de Drumheller tenía una población de 8,029 que vivían en 3,182 de sus 3,418 viviendas totales, un cambio del 1,2% con respecto a su población de 2006 de 7,932. Con una superficie de 107,93 km², tenía una densidad de población de 74,4 hab/km² en 2011.

## Economía
Drumheller fue una vez la ciudad productora de carbón más grande del oeste de Canadá, con Atlas Coal Mine. Ahora, la minería del carbón ha sido reemplazada por gas natural y petróleo. Tiene el segundo campo de gas natural más grande de Alberta, West Drumheller Field. Sin embargo, la ciudad planea alejarse de los combustibles fósiles y enfatizar las fuentes de energía renovable, como la energía eólica, en su economía.
Actualmente, el turismo es la principal industria de Drumheller. Una prisión federal y un complejo médico regional también contribuyen a la economía. La agricultura también es bastante importante.

## Clima
Drumheller experimenta un clima semiárido (BSk). La temperatura más alta jamás registrada en Drumheller fue 40,6 °C el 18 de julio de 1941.  La temperatura más fría jamás registrada fue de -43,9 °C el 29 de enero de 1996. 
| Parámetros climáticos promedio de Drumheller, 1981−2010 normals, extremes 1923−present | Parámetros climáticos promedio de Drumheller, 1981−2010 normals, extremes 1923−present | Parámetros climáticos promedio de Drumheller, 1981−2010 normals, extremes 1923−present | Parámetros climáticos promedio de Drumheller, 1981−2010 normals, extremes 1923−present | Parámetros climáticos promedio de Drumheller, 1981−2010 normals, extremes 1923−present | Parámetros climáticos promedio de Drumheller, 1981−2010 normals, extremes 1923−present | Parámetros climáticos promedio de Drumheller, 1981−2010 normals, extremes 1923−present | Parámetros climáticos promedio de Drumheller, 1981−2010 normals, extremes 1923−present | Parámetros climáticos promedio de Drumheller, 1981−2010 normals, extremes 1923−present | Parámetros climáticos promedio de Drumheller, 1981−2010 normals, extremes 1923−present | Parámetros climáticos promedio de Drumheller, 1981−2010 normals, extremes 1923−present | Parámetros climáticos promedio de Drumheller, 1981−2010 normals, extremes 1923−present | Parámetros climáticos promedio de Drumheller, 1981−2010 normals, extremes 1923−present | Parámetros climáticos promedio de Drumheller, 1981−2010 normals, extremes 1923−present |
| Mes                                                                                    | Ene.                                                                                   | Feb.                                                                                   | Mar.                                                                                   | Abr.                                                                                   | May.                                                                                   | Jun.                                                                                   | Jul.                                                                                   | Ago.                                                                                   | Sep.                                                                                   | Oct.                                                                                   | Nov.                                                                                   | Dic.                                                                                   | Anual                                                                                  |
| -------------------------------------------------------------------------------------- | -------------------------------------------------------------------------------------- | -------------------------------------------------------------------------------------- | -------------------------------------------------------------------------------------- | -------------------------------------------------------------------------------------- | -------------------------------------------------------------------------------------- | -------------------------------------------------------------------------------------- | -------------------------------------------------------------------------------------- | -------------------------------------------------------------------------------------- | -------------------------------------------------------------------------------------- | -------------------------------------------------------------------------------------- | -------------------------------------------------------------------------------------- | -------------------------------------------------------------------------------------- | -------------------------------------------------------------------------------------- |
| Temp. máx. abs. (°C)                                                                   | 15.5                                                                                   | 18.0                                                                                   | 28.0                                                                                   | 33.9                                                                                   | 37.0                                                                                   | 39.4                                                                                   | 40.6                                                                                   | 38.1                                                                                   | 37.2                                                                                   | 33.3                                                                                   | 25.9                                                                                   | 17.3                                                                                   | 40.6                                                                                   |
| Temp. máx. media (°C)                                                                  | -6.0                                                                                   | -0.4                                                                                   | 3.7                                                                                    | 12.9                                                                                   | 18.4                                                                                   | 22.1                                                                                   | 26.7                                                                                   | 26.1                                                                                   | 20.0                                                                                   | 13.2                                                                                   | 3.1                                                                                    | -2.5                                                                                   | 11.4                                                                                   |
| Temp. media (°C)                                                                       | -12.3                                                                                  | -7.5                                                                                   | -2.7                                                                                   | 5.9                                                                                    | 11.5                                                                                   | 15.8                                                                                   | 19.4                                                                                   | 18.3                                                                                   | 12.5                                                                                   | 5.9                                                                                    | -3.0                                                                                   | -8.8                                                                                   | 4.5                                                                                    |
| Temp. mín. media (°C)                                                                  | -18.6                                                                                  | -14.6                                                                                  | -9.2                                                                                   | -1.1                                                                                   | 4.5                                                                                    | 9.4                                                                                    | 12.0                                                                                   | 10.4                                                                                   | 4.9                                                                                    | -1.4                                                                                   | -9.1                                                                                   | -15.1                                                                                  | -2.3                                                                                   |
| Temp. mín. abs. (°C)                                                                   | -43.9                                                                                  | -41.4                                                                                  | -37.8                                                                                  | -26.7                                                                                  | -9.4                                                                                   | -2.8                                                                                   | -2.8                                                                                   | -6.7                                                                                   | -11.7                                                                                  | -22.5                                                                                  | -35.1                                                                                  | -42.8                                                                                  | -43.9                                                                                  |
| Precipitación total (mm)                                                               | 12.3                                                                                   | 10.2                                                                                   | 15.0                                                                                   | 25.7                                                                                   | 47.7                                                                                   | 69.3                                                                                   | 64.4                                                                                   | 51.4                                                                                   | 41.2                                                                                   | 13.4                                                                                   | 11.2                                                                                   | 10.4                                                                                   | 372.1                                                                                  |
| Lluvias (mm)                                                                           | 0.0                                                                                    | 0.1                                                                                    | 1.5                                                                                    | 20.5                                                                                   | 43.6                                                                                   | 69.3                                                                                   | 64.4                                                                                   | 51.0                                                                                   | 40.5                                                                                   | 9.7                                                                                    | 1.1                                                                                    | 0.0                                                                                    | 301.7                                                                                  |
| Nevadas (cm)                                                                           | 12.2                                                                                   | 10.1                                                                                   | 13.5                                                                                   | 5.2                                                                                    | 4.0                                                                                    | 0.0                                                                                    | 0.0                                                                                    | 0.4                                                                                    | 0.7                                                                                    | 3.8                                                                                    | 10.1                                                                                   | 10.4                                                                                   | 70.5                                                                                   |
| Fuente n.º 1: Environment Canada                                                       |                                                                                        |                                                                                        |                                                                                        |                                                                                        |                                                                                        |                                                                                        |                                                                                        |                                                                                        |                                                                                        |                                                                                        |                                                                                        |                                                                                        |                                                                                        |
| Fuente n.º 2: Weatherbase                                                              |                                                                                        |                                                                                        |                                                                                        |                                                                                        |                                                                                        |                                                                                        |                                                                                        |                                                                                        |                                                                                        |                                                                                        |                                                                                        |                                                                                        |                                                                                        |

## Atracciones
Al sur del puente de tráfico sobre el río Red Deer en la autopista 9 se encuentra el dinosaurio más grande del mundo, un Tyrannosaurus rex de 26,2 metros de fibra de vidrio alta al que se puede ingresar para ver las Badlands, incluida la fuente de agua de 23 metros adyacente, nuevamente una de las más grandes de Canadá. Las atracciones turísticas también incluyen el puente colgante Star Mine, la mina de carbón Atlas, Canadian Badlands Passion Play, Horseshoe Canyon, Water Spray Park, Aquaplex con piscinas cubiertas y al aire libre, Horse Thief Canyon, chimeneas de hadas, Midland Provincial Park, Rosedeer Hotel en Wayne, 27 km de caminos construidos, Bleriot Ferry, East Coulee School Museum, Homestead Museum, Valley Doll Museum y Little Church, que tiene capacidad para seis personas.
Junto a la colina de esquí Drumheller, ahora cerrada, se encuentra el sitio Canadian Badlands Passion Play, donde, durante dos semanas cada julio, se llevan a cabo actuaciones. Las empresas están compuestas por actores de toda Alberta. El sitio también ofrece pequeñas obras de teatro durante todo el verano y un centro de interpretación.
Drumheller también alberga el Valley Doll Museum and Gifts, donde exhibe más de 700 muñecas.

### Museo Royal Tyrrell

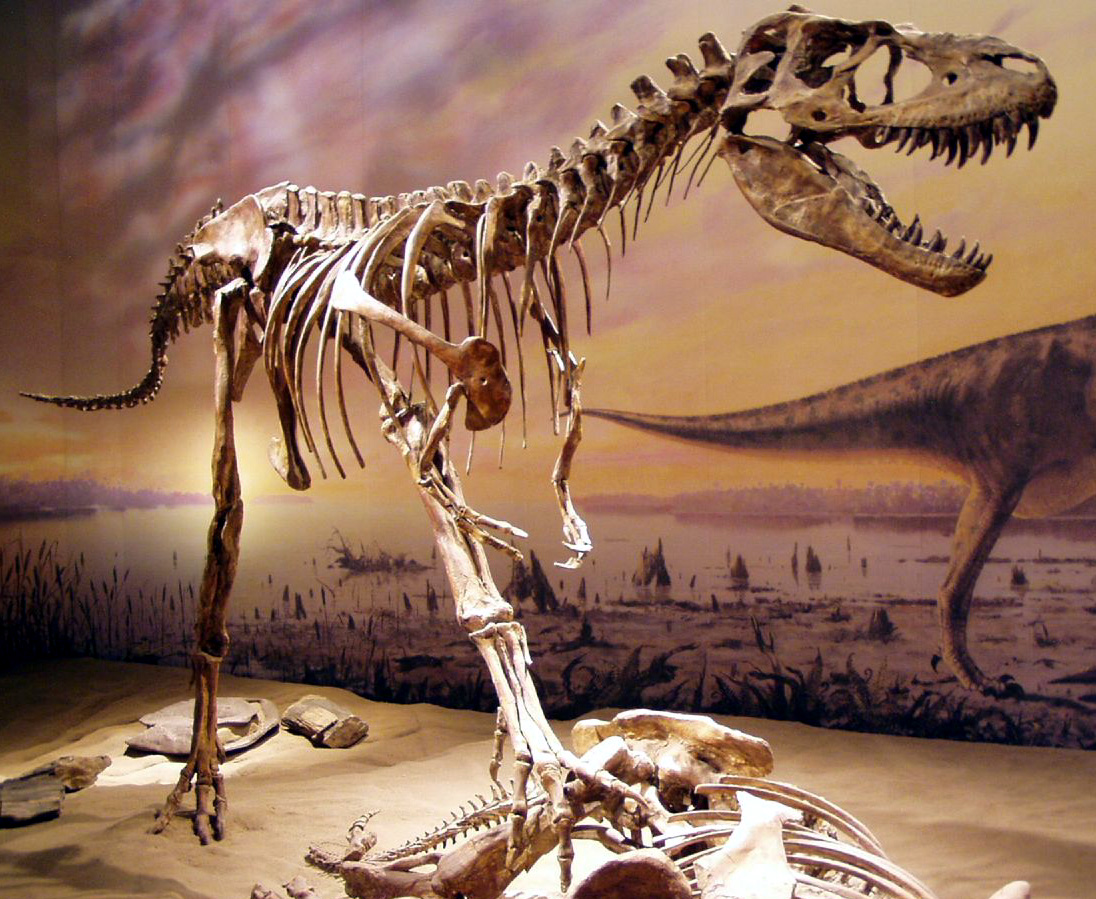
Gorgosaurus en el Museo Royal Tyrrell.

El Museo de Paleontología Royal Tyrrell es un museo que alberga la colección de fósiles de dinosaurios más grande de Canadá. Cuenta con 375.000 visitantes al año, la mayor de todas las atracciones de los museos provinciales. Se inauguró el 25 de septiembre de 1985. El Museo Royal Tyrrell está ubicado en el cuadrante noroeste de la ciudad de Drumheller, en el Parque Provincial Midland.

## Medios de comunicación

### Digital
DrumhellerOnline.com es el portal de noticias local de Drumheller.

### Radio
- Boom 99.5: CHOO-FM, éxitos clásicos (Rock)
- FM 94.5: CHTR-FM, información turística
- AM 910: CKDQ, música country
- FM 91.3: CKUA-FM-13, radiodifusión pública (retransmisión)

### Periódicos
Los periódicos que cubren Drumheller incluyen el Drumheller Mail semanal, que se publica todos los miércoles desde 1911 y ha sido propiedad de la familia Sheddy desde 1954.

### Televisión
Todas las estaciones son relés analógicos de estaciones de Calgary.
- Canal 8: CICT-TV-1 (global)
- Canal 10: CFCN-TV-6 (CTV) (grado de ciudad)
- Canal 12: CFCN-TV-1 (CTV) (de Delia)

## Transporte
El aeropuerto de Drumheller / Ostergard y el aeropuerto municipal de Drumheller se encuentran en las proximidades de Drumheller. Ninguno tiene vuelos regulares de pasajeros.
El ferrocarril fue desmantelado y demolido en 2014.

## Gente notable
- Tommy Anderson (1910-1971), jugador profesional de hockey sobre hielo
- Jaydee Bixby (nacido en 1990), músico profesional
- Andrew Bodnarchuk (nacido en 1988), jugador profesional de hockey sobre hielo
- Don Campbell (1925-2012), jugador profesional de hockey sobre hielo
- Philip J. Currie (nacido en 1949), paleontólogo y conservador de museos
- Bruno De Costa (nacido en 1938), tirador de plato olímpico
- Jack Evans (1928-1996), jugador profesional de hockey sobre hielo
- Glen Gorbous (1930-1990), jugador de béisbol profesional
- Glenn Gray (1924-2011), rizador
- Glenn Hagel (nacido en 1949), político provincial y municipal
- Doug MacAuley (1929-2009), jugador profesional de hockey sobre hielo
- Jackie Pement (nacido en 1946), político provincial
- Howard E. Ross (1921-2010), urbanizador y constructor
- Frank Sandercock (1887-1942), presidente de la Asociación Canadiense de Hockey Amateur
- Stanley Schumacher (nacido en 1933), político y abogado
- Tom Siddon (nacido en 1941), político e ingeniero
- Darren Tanke (nacido en 1960), paleontólogo y conservador del museo
- Jeff Trembecky (nacido en 1974), jugador profesional de hockey sobre hielo